# Michael Kopsa
Michael Kopsa (Toronto, 22 gennaio 1956 – Vancouver, 23 ottobre 2022) è stato un attore e doppiatore canadese.

## Biografia
Nato a Toronto, successivamente si è trasferito a New York per studiare recitazione, seguendo i corsi sino al 1984, anno in cui è tornato in Canada per completare la laurea in arti e scienze all'Università di Toronto.
Era un attore attivo principalmente in televisione, recitando in serie come Fringe, X-Files, Smallville e Stargate SG-1. Era attivo anche come attore al cinema e a teatro, oltreché come musicista e pittore.
Dall'ex moglie Lucia Frangione ha avuto una figlia di nome Nora.
Il 23 ottobre 2022 è deceduto a seguito di un tumore al cervello.

## Filmografia

### Attore

#### Cinema
- I Fantastici 4 (Fantastic Four), regia di Tim Story (2005)
- I nuovi gangster (The Mafia Family Affairs), regia di Roger Evan Larry (2007)
- Watchmen, regia di Zack Snyder (2009)
- L'alba del pianeta delle scimmie (Rise of the Planet of the Apes), regia di Rupert Wyatt (2011)
- Apollo 18, regia di Gonzalo López-Gallego (2011)
- Parallel, regia di Isaac Ezban (2018)
- Arrivederci professore (The Professor), regia di Wayne Roberts (2018)
- American Badger, regia di Kirk Caouette (2021)

#### Televisione
- Oltre i limiti (The Outer Limits) – serie TV, 4 episodi (1996-1999)
- X-Files (The X-Files) - serie TV, episodio 4x11 (1997)
- Stargate SG-1 - serie TV, 3 episodi (1998-2001)
- Dark Angel - serie TV, episodio 2x11 (2002)
- Smallville - serie TV, episodio 2x03 (2002)
- The Dead Zone - serie TV, 6 episodi (2004-2006)
- Falcon Beach – serie TV, 6 episodi (2006-2007)
- Eureka - serie TV, episodi 2x01-2x04 (2007)
- Psych - serie TV, episodio 4x10 (2010)
- Fringe - serie TV, 11 episodi (2011-2012)
- Hellcats - serie TV, episodio 1x16 (2011)
- Ultime ore della Terra (Earth's Final Hour) - film TV, regia di W.D. Hogan (2012)
- True Justice - serie TV, episodio 2x12 (2012)
- Arrow - serie TV, episodi 2x06-3x04 (2013-2014)
- Supernatural - serie TV, episodio 9x06 (2013)
- Garage Sale Mystery - serie TV, episodio 1x02 (2014)
- Tutti i cani dei miei ex (My Boyfriends' Dogs) - film TV, regia di Terry Ingram (2014)
- Motive - serie TV, episodio 2x10 (2014)
- iZombie - serie TV, episodi 2x13-3x03 (2016-2017)
- Le indagini di Hailey Dean (Hailey Dean Mystery) - serie TV, episodio 1x01 (2016)
- Chesapeake Shores - serie TV, episodio 1x09 (2016)
- Un'estate molto speciale (Summer in the Vineyard), regia di Martin Wood (2017)
- Van Helsing - serie TV, 3 episodi (2017)
- The Magicians - serie TV, episodio 3x04 (2017)
- Milionario in incognito (Secret Millionaire), film TV, regia di Michael M. Scott (2018)
- L'uomo nell'alto castello (The Man in The High Castle) - serie TV, episodi 3x08-3x10 (2018)
- The Bletchley Circle: San Francisco - serie TV, episodio 1x07 (2018)
- Chronicle Mysteries - serie TV, 3 episodi (2019)
- Un San Valentino molto speciale (Valentine in the Vineyard), regia di Terry Ingram (2019)
- Time for You to Come Home for Christmas, regia di Terry Ingram (2019)
- Come neve a Natale (It's Beginning to Look a Lot Like Christmas), regia di David Weaver (2019)
- Amore a Winterland (Love in Winterland), regia di Pat Williams - film TV (2020)
- Sacred Lies - serie TV, 4 episodi (2020)
- Love in the Forecast, regia di Christie Will Wolf - film TV (2020)

### Doppiatore

#### Televisione
- Action Man - serie animata, 14 episodi (2000-2001)
- X-Men: Evolution - serie TV, 21 episodi (2001-2003)
- Project Arms - serie animata, 22 episodi (2001-2002)
- Lego Ninjago: Masters of Spinjitzu - serie animata, 3 episodi (2012-2017)
- Littlest Pet Shop - serie animata, 63 episodi (2012-2016)
- SlugTerra - Lumache esplosive (SlugTerra) - serie animata, episodio 2x13 (2013)

#### Videogiochi
- Il padrino (2006)
- Damnation (2009)
- Homeworld: Deserts of Kharak (2016)

## Doppiatori italiani
Nelle versioni in italiano delle opere in cui ha recitato, Michael Kopsa è stato doppiato da:
- Gianni Gaude in Chronicle Mysteries - Ritrovati, Chronicle Mysteries - L'uomo sbagliato, Chronicle Mysteries - Legami di famiglia
- Antonio Sanna in Stargate SG-1 (ep. 4x19, 5x13), I Fantastici 4, Arrivederci professore
- Angelo Nicotra in Fringe, Chesapeake Shores
- Gaetano Lizzio in Tutti i cani del mio ex, iZombie
- Guido Sagliocca in X-Files
- Wladimiro Grana in Oltre i limiti (ep. 3x11)
- Daniele Valenti in Stargate SG-1 (ep. 1x19)
- Alberto Bognanni in Smallville
- Eugenio Marinelli in Falcon Beach
- Maurizio Reti in Psych
- Raffaele Farina in Ultime ore della terra
- Lucio Saccone in Arrow
- Luciano Roffi in Supernatural
- Massimo Lopez in Motive
- Silvio Anselmo in The Killing (ep. 3x01)
- Mino Caprio in The Killing (ep. 3x10)
- Oliviero Corbetta in Garage Sale Mistery: Non è oro tutto ciò che luccica
- Luca Biagini ne Le indagini di Hailey Dean - Omicidio, con amore
- Claudio Sorrentino in Un'estate molto speciale
- Dado Coletti ne Il ritmo dell'amore
- Antonio Angrisano in The Magicians
- Mario Zucca in Van Helsing
- Natale Ciravolo in Milionario in incognito
- Alessandro Ballico ne L'uomo nell'alto castello
- Teo Bellia in Un San Valentino molto speciale

Da doppiatore è stato sostituito da:
- Pietro Ubaldi in X-Men: Evolution
- Marco Pagani ne Il padrino
- Silvio Pandolfi in Damnation
- Ambrogio Colombo in Lego Ninjago: Masters of Spinjitzu
- Gabriele Calindri in Littlest Pet Shop